# Wilhelm Blümer
Wilhelm Blümer (* 1959 in Wettringen (Münsterland)) ist ein deutscher Klassischer Philologe.
1989 wurde Blümer an der Universität Münster bei Christian Gnilka mit der Arbeit Rerum eloquentia. Christliche Nutzung antiker Stilkunst bei St. Leo Magnus promoviert. 2000 erfolgte die Habilitation für Klassische Philologie mit der Arbeit Interpretation archaischer Dichtung: Die mythologischen Partien der Erga Hesiods ebenfalls in Münster. Seit 2001 ist er Professor für Latinistik an der Universität Mainz. Er leitet ein Projekt zur neutestamentlichen Textforschung „Die altlateinischen Acta Apostolorum“.

## Schriften
- Rerum eloquentia. Christliche Nutzung antiker Stilkunst bei St. Leo Magnus. Frankfurt am Main u. a., Lang 1991, ISBN 3-631-43758-7 (Europäische Hochschulschriften, Reihe 15, Klassische Sprachen und Literatur 51).
- Interpretation archaischer Dichtung. Die mythologischen Partien der Erga Hesiods. Münster, Aschendorff 2001, ISBN 3-402-05420-5.